# Umoove
Umoove — компания-стартап в   разработавшая и запатентовавшая программную технологию для отслеживания движений глаз и лица. Первоначальной целью технологии была помощь людям с ограниченными возможностями, но со временем она претерпела изменения. Единственным требованием для запуска программного обеспечения Umoove на планшетах и смартфонах является наличие фронтальной камеры. Компания базируется в Израиле, в Иерусалиме.
В компании 15 сотрудников. В 2012 году она получила 2 млн долларов финансирования. При основании бизнеса в 2010 году учредители вложили в компанию около $800 000. В 2013 году компания Umoove вошла в число 3 наиболее перспективных стартапов Израиля по версии журнала Newsgeeks. Компания также участвовала в конференции LeWeb в Париже, где проходят презентации стартапов в сфере инновационных технологий.

#### Технология
Технология использует информацию, полученную из предыдущих кадров, такую как угол наклона головы пользователя, чтобы предугадать расположение лица в последующем кадре. Такое предугадывание позволяет минимизировать количество вычислений для сканирования каждого изображения. Umoove учитывает изменения среды, освещения и дрожание/движение руки пользователя. Технология обеспечивает непрерывное использование вне зависимости от того, находитесь ли вы в ярко освещенном пространстве или в темном помещении, и работает непрерывно, самоадаптируясь к изменениям цвета и яркости освещения. Она использует стабилизационные методы для отфильтровки естественных движений тела от дрожаний камеры, чтобы сократить число неверно распознанных движений.
Запуск программного обеспечения Umoove на Samsung Galaxy S3 требует всего 2 % процессорного времени. Umoove работает исключительно программными методами, и для его работы не требуется дополнительное аппаратное обеспечение. Приложение может быть запущено на любом смартфоне или планшете, имеющем фронтальную камеру. Разработчики утверждают, что даже с камерой низкого качества и устаревшими устройствами приложение будет работать безупречно.

#### Umoove Experience
В январе 2014 года Umoove выпустил первую игру на App Store. Приложение Umoove Experience позволяет пользователям управлять «полетом» в игре с помощью простых жестов и движений головы. Персонаж двигается в ту сторону, в которую смотрит пользователь. Игра была разработана с целью демонстрации технологии для разработчиков игр.
В феврале 2014 года Umoove объявила, что SDK отслеживания лица доступен для разработчиков Android и iOS.

#### Отзывы
Приложение Umoove Experience получило положительные отзывы блогеров и ведущих СМИ. Их авторы увидели в этой технологии будущее игр для смартфонов. Сайт Mashable писал, что с технологией Umoove на мобильном пространстве появятся программы распознавания жестов, подобные Kinect в консольных играх и разработкам компании Leap Motion для стационарных компьютеров.
Однако были и скептические отзывы. Например, сайт CNET не отозвался об игре положительно и назвал технологию отслеживания взгляда «безумной, но прикольной». Автор отзыва также отметил, что передовые технологии зачастую не оправдывают ожиданий, и в качестве примера привел программу Siri компании Apple.

#### uHealth
В январе 2015 года Umoove выпустила программу uHealth — приложение для мобильных устройств. С помощью упражнений, основанных на технологии отслеживания взгляда, оно тренирует у пользователя внимание, способность сосредоточиваться, выполнять команды и не отвлекаться. Приложение выполнено в форме двух игр: одна — для улучшения внимания, а другая — для отработки умения сосредоточиваться. Umoove заявила, что она намерена использовать свою технологию для диагностики неврологических расстройств, но все зависит от результатов клинических испытаний и утверждения FDA. Представители компании ссылаются на прямую связь между движениями глаз и активностью головного мозга, а также на различные методы лечения, основанные на этом. uHealth — единственный способ, который позволяет человеку пройти такое лечение, всего лишь загрузив программу на смартфон.